# Wybory parlamentarne w Liechtensteinie w 2001 roku

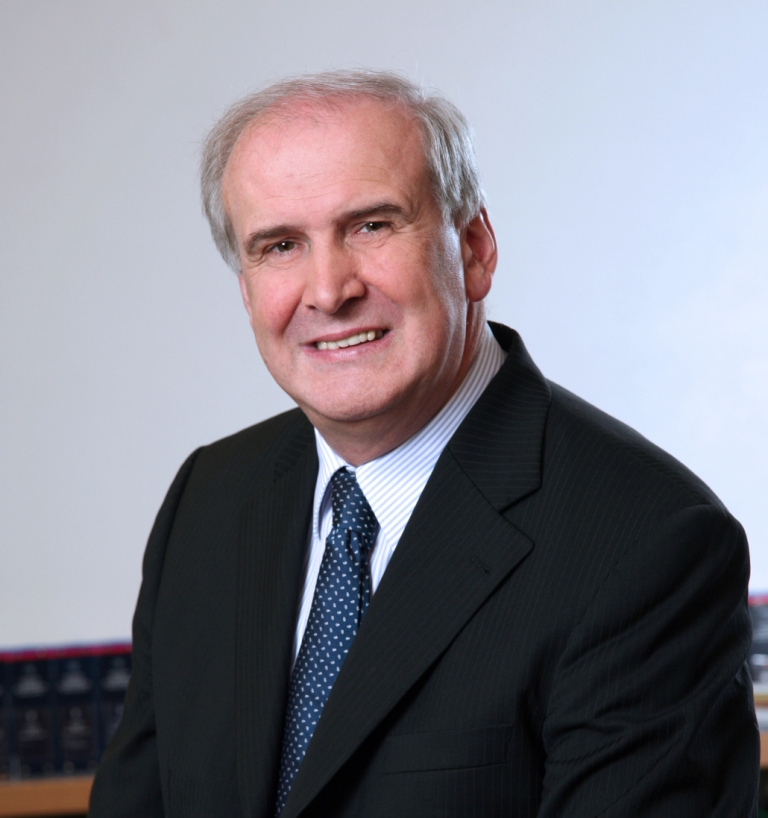
Otmar Hasler – lider Postępowej Partii Obywatelskiej przed wyborami w 2001 r. i późniejszy premier Liechtensteinu.

Wybory parlamentarne w Liechtensteinie w 2001 roku (niem. Fürstentum Liechtenstein Landtagswahlen 2001) – powszechne wybory do Landtagu, które odbyły się w dniach 9-11 lutego 2001 roku na terenie Księstwa Liechtensteinu.

## Ordynacja wyborcza
Landtag Księstwa Liechtensteinu składa się z dwudziestu pięciu deputowanych, którzy są wybierani przez Naród na czteroletnią kadencję są w wyborach tajnych, bezpośrednich, powszechnych, równych i proporcjonalnych z dwóch okręgów wyborczych – Oberlandu i Unterlandu. Czynne prawo wyborcze w Liechtensteinie posiadają obywatele zamieszkujący na stałe w Księstwie, którzy ukończyli 18. rok życia, a ich prawa nie są zawieszone, gdzie cenzus wiekowy dla kandydatów do Landtagu to 20 lat.
Każdy wyborca może oddać swój głos na taką liczbę kandydatów z różnych komitetów wyborczych ile wynosi całkowita liczba mandatów możliwych do zdobycia w danym okręgu wyborczym, czyli piętnaście w Oberlandzie i dziesięć w Unterlandzie.
Miejsce w parlamencie przysługuję tylko komitetom, które przekroczyły próg wyborczy, wynoszący 8%. Mandaty są przyznawane dwuetapowo. W pierwszym etapie przyznaje się tzw. mandaty podstawowe przy pomocy metody Hagenbacha-Bischoffa, a brakujące mandaty rozdysponowuje się jako tzw. mandaty uzupełniające przy pomocy metody d'Hondta.

## Kontekst polityczny
Przełom XX i XXI wieku był burzliwym okresem w polityce Liechtensteinu. Od początku lat dziewięćdziesiątych trwał kryzys polityczny, który rozpoczął się w 1992 r., kiedy przy okazji ustalania terminu referendum dot. przystąpienia Księstwa do Europejskiego Obszaru Gospodarczego, doszło do sporu kompetencyjnego między monarchą a parlamentem. Wówczas rozpoczęto debatę nad nowelizacją Konstytucji i wprowadzeniem reform. Jan Adam II postulował wówczas znaczne poszerzenie władzy monarszej, kosztem kompetencji Landtagu i Rządu, co wywoływało liczne kontrowersje oraz sprzeciw ówczesnego rządu Unii Patriotycznej, na którego czele stał Mario Frick.
Ponadto zmianie kadencji parlamentu towarzyszył kryzys wizerunkowy państwa na arenie międzynarodowej wywołany oskarżeniami wobec liechtensteińskich banków o współpracę z organizacjami przestępczymi uwikłanymi w pranie brudnych pieniędzy, które zostały wysunięte w raporcie niemieckiej Federalnej Służby Wywiadu.
Ustępujący gabinet był pierwszym od 1939 r. rządem większościowym, który powstał po wyborach w 1997 r. wygranych przez Unię Patriotyczną. Kontrowersje związane z reformami konstytucyjnymi oraz kryzys wizerunkowy związany z aferą finansową prowadziły do spadku poparcia dla partii rządzącej, kosztem opozycyjnej Postępowej Partii Obywatelskiej.

## Listy wyborcze
Do wyborów przystąpiły trzy komitety wyborcze odpowiadające trzem partiom: Postępowej Partii Obywatelskiej (FBP), Unii Patriotycznej (VU) i Wolnej Liście (FL). Na listach dwóch pierwszych partii znalazła się maksymalna możliwa liczba kandydatów, a zatem dwudziestu pięciu. Na liście FL znalazło się natomiast dwanaście nazwisk, w tym osiem w Oberlandzie i cztery w Unterlandzie. Zatem łącznie w wyborach startowało sześćdziesięciu dwóch kandydatów, a wśród nich znalazło się osiemnaście kobiet, a zatem kobiety stanowiły 26,5% kandydatów.
| Lista wyborcza | Lista wyborcza | Lista wyborcza                                                   | Lider                   | Kandydaci | Kandydaci | Kandydaci | Wynik w poprzednich wyborach w 1997 r. |
| Lista wyborcza | Lista wyborcza | Lista wyborcza                                                   | Lider                   | Oberland  | Unterland | Razem     | Wynik w poprzednich wyborach w 1997 r. |
| -------------- | -------------- | ---------------------------------------------------------------- | ----------------------- | --------- | --------- | --------- | -------------------------------------- |
|                |                | Postępowa Partia Obywatelska niem. Fortschrittliche Bürgerpartei | Otmar Hasler            | 15        | 10        | 25        | 43,9%                                  |
|                |                | Unia Patriotyczna niem. Vaterländische Union                     | Mario Frick             | 15        | 10        | 25        | 44,2%                                  |
|                |                | Wolna Lista niem. Freie Liste                                    | Christel Hilti-Kaufmann | 8         | 4         | 12        | 11,9%                                  |

## Wyniki
Wybory zwyciężyła Postępowa Partia Obywatelska, zdobywając 92 204 głosy (49,9%), co przełożyło się na trzynaście mandatów, a co stanowiło bezwzględną większość w dwudziestopięcioosobowym parlamencie. Drugą siłą w parlamencie stała się Unia Patriotyczna z jedenastoma mandatami, zdobytymi dzięki 76 402 głosom (41,3%). W związku z tym po zaprzysiężeniu nowej kadencji Landtagu powstał nowy rząd większościowy FBP z Otmarem Haslerem na czele, a VU przeszła do opozycji. Wolna Lista minimalnie przekroczyła próg wyborczy, uzyskując 16 184 głosy (8,8%). Poparcie dla FBP wzrosło względem poprzednich wyborów aż o 10,6 punktów procentowych, podczas gdy poparcie dla VU zmalało o 8,0 p.p..
| Partia | Partia                       | Wyniki | Wyniki | Wyniki | Mandaty | Mandaty |
| Partia | Partia                       | Głosy  | %      | Zmiana | Liczba  | Zmiana  |
| ------ | ---------------------------- | ------ | ------ | ------ | ------- | ------- |
| FBP    | Postępowa Partia Obywatelska | 92 204 | 49,9%  | 10,6%  | 13      | 3       |
| VU     | Unia Patriotyczna            | 76 402 | 41,3%  | 8,0%   | 11      | 2       |
| FL     | Wolna Lista                  | 16 184 | 8,8%   | 2,6%   | 1       | 1       |

### Wyniki według okręgów i gmin
W obu okręgach wyborczych zwyciężyła Postępowa Partia Obywatelska, przy czym większy odsetek głosów uzyskała w Unterlandzie – 54,9%, przy poparciu dla VU wynoszący 38,7%, a mniejszy w Oberlandzie – 48,2%, przy poparciu dla VU wynoszącym 42,3%.
W dziewięciu z jedenastu gmin większość głosów zdobyła FBP, a jedynymi gminami, w których najwyższe poparcie miała VU były Balzers i Triesenberg. Najwyższe poparcie dla FBP odnotowano w gminie Mauren – 62,6%, a najniższe w gminie Triesenberg – 41,6%. Analogicznie najwyższe poparcie dla VU odnotowano w gminie Triesenberg – 51,8%, a najniższe w gminie Mauren – 29,5%. Głosy na Wolną Listę stanowiły największy odsetek w gminie Schaan – 11,3%, a najmniejszy w gminie Gamprin – 4,2%.

#### Oberland
| Partia | Balzers | Balzers | Balzers | Planken | Planken | Planken | Schaan | Schaan | Schaan | Triesen | Triesen | Triesen | Triesenberg | Triesenberg | Triesenberg | Vaduz  | Vaduz | Vaduz | Oberland | Oberland | Oberland | Oberland | Oberland |
| Partia | G       | %       | Z       | G       | %       | Z       | G      | %      | Z      | G       | %       | Z       | G           | %           | Z           | G      | %     | Z     | G        | %        | Z        | M        | ZM       |
| ------ | ------- | ------- | ------- | ------- | ------- | ------- | ------ | ------ | ------ | ------- | ------- | ------- | ----------- | ----------- | ----------- | ------ | ----- | ----- | -------- | -------- | -------- | -------- | -------- |
| FBP    | 12 665  | 43,3%   | 9,5%    | 1683    | 62,0%   | 9,7%    | 17 445 | 51,0%  | 11,4%  | 11 523  | 47,6%   | 12,4%   | 7943        | 41,6%       | 7,9%        | 14 619 | 53,5% | 11,1% | 65 878   | 48,2%    | 10,6%    | 7        | 1        |
| VU     | 13 689  | 46,8%   | 7,8%    | 811     | 39,9%   | 1,7%    | 12 928 | 37,8%  | 8,8%   | 10 255  | 42,4%   | 11,5%   | 9887        | 51,8%       | 7,0%        | 10 246 | 37,5% | 8,8%  | 57 816   | 42,3%    | 8,7%     | 7        | 1        |
| FL     | 2881    | 9,9%    | 1,7%    | 221     | 8,1%    | 8,0%    | 3857   | 11,3%  | 2,7%   | 2432    | 10,0%   | 0,9%    | 1265        | 6,6%        | 0,9%        | 2450   | 9,0%  | 2,2%  | 13 106   | 9,6%     | 1,9%     | 1        | 0        |

#### Unterland
| Partia | Eschen | Eschen | Eschen | Gamprin | Gamprin | Gamprin | Mauren | Mauren | Mauren | Ruggell | Ruggell | Ruggell | Schellenberg | Schellenberg | Schellenberg | Unterland | Unterland | Unterland | Unterland | Unterland |
| Partia | G      | %      | Z      | G       | %       | Z       | G      | %      | Z      | G       | %       | Z       | G            | %            | Z            | G         | %         | Z         | M         | ZM        |
| ------ | ------ | ------ | ------ | ------- | ------- | ------- | ------ | ------ | ------ | ------- | ------- | ------- | ------------ | ------------ | ------------ | --------- | --------- | --------- | --------- | --------- |
| FBP    | 7578   | 48,5%  | 11,3%  | 3065    | 54,9%   | 10,6%   | 8671   | 62,6%  | 9,8%   | 4434    | 52,6%   | 10,0%   | 2578         | 57,3%        | 10,3%        | 26 326    | 54,9%     | 10,6%     | 6         | 2         |
| VU     | 7087   | 45,4%  | 5,7%   | 2279    | 40,8%   | 6,2%    | 4092   | 29,5%  | 5,1%   | 3527    | 41,8%   | 6,8%    | 1601         | 35,6%        | 4,3%         | 18 586    | 38,7%     | 5,9%      | 4         | 1         |
| FL     | 955    | 6,1%   | 5,6%   | 236     | 4,2%    | 4,3%    | 1097   | 7,9%   | 4,6%   | 469     | 5,6%    | 3,1%    | 321          | 7,1%         | 6,0%         | 3078      | 6,4%      | 4,8%      | 0         | 1         |

## Frekwencja
Udział w wyborach jest dla obywateli Liechtensteinu z czynnymi prawami wyborczymi jest obowiązkowy. W głosowaniu udział wzięło 14 178 osób spośród 16 350 uprawnionych, a zatem frekwencja wyniosła 86,7% i była niższa o 0,3 punktu procentowego niż w poprzednich wyborach w 1997 r.. 
Wyższa frekwencja wystąpiła w Unterlandzie – 90,7%, podczas gdy w Oberlandzie swój głos oddało 84,8% obywateli.
Najwyższą frekwencją cechowała się gmina Schellenberg, w której zagłosowało 92,7% uprawnionych, zaś najniższą gmina Schaan, gdzie zagłosowało 80,2%.

## Skład Landtagu
Postępowa Partia Obywatelska – 13 mandatów
     Unia Patriotyczna – 11 mandatów
     Wolna Lista – 1 mandat

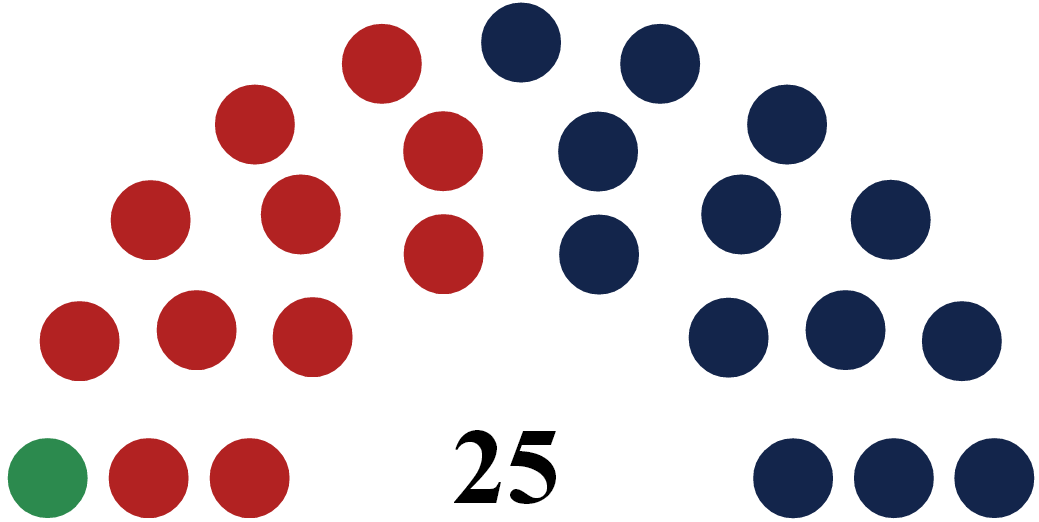
Podział mandatów do Landtagu po wyborach w 2001 r.
Postępowa Partia Obywatelska – 13 mandatów
Unia Patriotyczna – 11 mandatów
Wolna Lista – 1 mandat

W nowej kadencji Landtagu znaleźli się przedstawiciele trzech ugrupowań: trzynastu deputowanych z FBP, jedenastu z VU oraz jeden z FL. Wśród posłów znalazły się trzy kobiety, a zatem stanowiły one 12% deputowanych. Najstarszym posłem był Klaus Wanger z FBP – 59 lat, zaś najmłodszym Wendelin Lampert z FBP – 30 lata. Średnia wieku wynosiła 44,8 lat.
| Deputowany            | Partia | Okręg wyborczy | Gmina        | Liczba głosów | Wiek    |
| --------------------- | ------ | -------------- | ------------ | ------------- | ------- |
| Beck Alois            | FBP    | Oberland       | Schaan       | 4474          | 38 lat  |
| Büchel Markus         | FBP    | Unterland      | Ruggell      | 2514          | 48 lat  |
| Bühler Helmut         | FBP    | Unterland      | Gamprin      | 2217          | 43 lata |
| Hasler Adrian         | FBP    | Oberland       | –            | 4007          | 37 lat  |
| Kaiser Johannes       | FBP    | Unterland      | Mauren       | 2785          | 42 lata |
| Kindle Elmar          | FBP    | Oberland       | Triesen      | 4131          | 32 lata |
| Konrad Helmut         | FBP    | Oberland       | Schaan       | 4218          | 46 lat  |
| Lampert Peter         | FBP    | Oberland       | Vaduz        | 4316          | 49 lat  |
| Lampert Rudolf        | FBP    | Unterland      | Mauren       | 2486          | 44 lata |
| Lampert Wendelin      | FBP    | Oberland       | Triesenberg  | 4154          | 30 lat  |
| Wanger Klaus          | FBP    | Oberland       | Schaan       | 4298          | 59 lat  |
| Wohlwend Renate       | FBP    | Unterland      | Schellenberg | 2544          | 48 lat  |
| Zech Jürgen           | FBP    | Unterland      | –            | 2421          | 35 lat  |
| Büchel Otto           | VU     | Unterland      | –            | 1703          | 52 lata |
| Hartmann Walter       | VU     | Oberland       | –            | 3633          | 52 lata |
| Hassler-Gerner Ingrid | VU     | Unterland      | –            | 1778          | 53 lata |
| Klein Ivo             | VU     | Unterland      | Mauren       | 1635          | 39 lat  |
| Laternser Dorothee    | VU     | Oberland       | –            | 3502          | 49 lat  |
| Oehri Donath          | VU     | Unterland      | Gamprin      | 1746          | 42 lata |
| Quaderer Hugo         | VU     | Oberland       | Schaan       | 3559          | 35 lat  |
| Sprenger Erich        | VU     | Oberland       | Triesenberg  | 3605          | 46 lat  |
| Sprenger Peter        | VU     | Oberland       | –            | 3950          | 47 lat  |
| Wolff Peter           | VU     | Oberland       | –            | 3938          | 54 lata |
| Vogt Walter           | VU     | Oberland       | –            | 3493          | 53 lata |
| Vogt Paul             | FL     | Oberland       | Balzers      | 1575          | 48 lat  |